# Ora (албум)
Ora је први студијски албум британске певачице Рите Оре. Албум је изашао 27. авхуста 2012. године од стране Roc Nation и Columbia Records. Музички, Ora је углавном поп и ар & би албум који садржи денс елементе. Албум су представила два сингла, How We Do (Party) и R.I.P. и оба су се нашла на британским музичким листама под бројем један. Албум садрћи колаборацију са Ди-џеј Фрешем, Hot Right Now која се појавила као бонус песма. Албум је освојио прво место у Уједињеном Краљевству. Од самог изласка албума, Ora је добио миксоване кристике од музичких критичара.